# Goldene Zeiten
Goldene Zeiten ist eine Filmkomödie des Regisseurs Peter Thorwarth aus dem Jahr 2006.
Es handelt sich um den dritten Film einer Trilogie, die Thorwarth in seinem ehemaligen Wohnort Unna drehte. Die beiden anderen Titel sind Bang Boom Bang – Ein todsicheres Ding (ca. 460.000 Zuschauer) und Was nicht passt, wird passend gemacht (ca. 670.000 Zuschauer). Der Abschluss der „Unna-Trilogie“ enttäuschte an der Kinokasse mit weniger als 100.000 Zuschauern.

## Handlung
Jürgen Matthies organisiert als Präsident eines Golfclubs in Unna eine Wohltätigkeitsveranstaltung, die offiziell dem Bau eines Waisenhauses in Rumänien dienen soll. Als populäres aber gleichzeitig erschwingliches Zugpferd für diese Veranstaltung wird der in die Jahre gekommene Star der 80er-Jahre-Action-Serie John Striker, Douglas Burnett, engagiert. Als Matthies und sein etwas naiver Schatzmeister Kettwig den ehemaligen Hollywood-Star am Flughafen abholen, merken sie nicht, dass vor ihnen der Doppelgänger Horst Müller steht. Dieser wurde ihnen von Ingo Schmitz, seines Zeichens Angestellter des Partykönigs Charly Neubauer und verantwortlich für die Verpflichtung Burnetts, untergeschoben, der sich die vereinbarte Gage mit Müller teilen will. Doch auch Matthies spielt ein doppeltes Spiel: Er zahlt die Pacht für das Gelände des Golfclubs an den tobenden Bauer Buschschulte nicht, und es tauchen bedenkliche Posten in den Bilanzen des Golfclubs auf, so dass man bereits früh den Eindruck gewinnt, dass es ihm nicht um Wohltätigkeit, sondern um den eigenen Profit geht. Gleichzeitig hat er ein Verhältnis mit der jungen Jasmin, was seine Frau dazu veranlasst, zwei usbekische Killer auf diese anzusetzen.
Burnett/Müller, der deutsche Schauspieler Mischa Hahn und Matthies feiern später eine ausgelassene Party im Hotel mit Kokain und Nutten, die vom Zuhälter Harry Grabowski – selbst ein großer John-Striker-Fan – zur Verfügung gestellt werden. Einer der usbekischen Killer, die inzwischen auch als Bodyguards für Burnett engagiert wurden, tötet danach eine der Prostituierten in dem Glauben, sie sei Matthies’ Geliebte.
Parallel dazu will Ingo eine Nacht mit Melanie, einer ehemaligen Sängerin, verbringen. Dieses Vorhaben scheitert jedoch.
Danach überschlagen sich die Ereignisse. Matthies beseitigt die Leiche der Prostituierten, weil er fürchtet, mit dem Mordfall in Verbindung gebracht zu werden, und geht dabei selbst über Leichen (Buschschultes und Kettwigs). Der Schwindel mit Horst Müller wird von den Usbeken bemerkt, als Horst Müller, überfordert von der Rolle des Douglas Burnett, hinschmeißen will, woraufhin Ingo den Killern jedoch Schweigegeld zahlt. Grabowski, erzürnt über den Verlust seiner Angestellten, verlangt als Entschädigung Ingos Auto (das in Wahrheit seinem Chef Charly gehört) und einen Sitzplatz am Tisch von Douglas Burnett bei der Abschlussgala. Bei selbiger entdeckt Grabowski, dass Douglas Burnett ein Betrüger ist. Aus Wut lässt er Ingo einen Arm brechen. Vorher hatte sich Ingo von seiner Freundin Bianca getrennt, und Horst Müller alias Burnett vernascht Matthies’ Frau auf der Toilette. Am Ende der Gala gibt Horst Müller alias Douglas Burnett seine wahre Identität bekannt. Matthies, wutentbrannt und voller Verzweiflung, erschlägt ihn auf offener Bühne mit einem Golfschläger.
Während Matthies daraufhin verhaftet wird, kommt Ingo, der Initiator der Täuschung, ungeschoren davon, weil sich ihm nach dem Tode Müllers nichts nachweisen lässt. In der Schlussszene steigt Ingo ins Auto seiner Eltern, um Melanie zu besuchen, die ihm offensichtlich verziehen hat.

## Kritik
„Die mitunter derbe Ruhrpott-Komödie“ könne laut dem Lexikon des internationalen Films „zwar für sich verbuchen, die Stimmung recht ungefiltert wiederzugeben“, doch rechtfertige dies „kaum die Überlänge des Films, dessen Handlung durch zahlreiche Nebenstränge mehr und mehr zerfasert.“

## Trivia

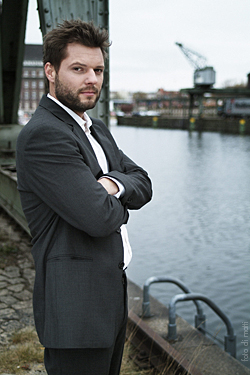
Peter Thorwarth 2005 in Berlin

- Der Zuhälter Harald Grabowski ist der Bruder von Karl-Heinz Grabowski, einer Hauptfigur aus Bang Boom Bang. Mark Kampmann und Melanie sind Figuren aus Bang Boom Bang.
- Der Film enthält zahlreiche Anspielungen auf Bang Boom Bang: Bei einer Pressekonferenz ahmt Burnett Maschinengewehrgeräusche nach Bang Boom Bang; als Burnett rückwärts durch eine Scheibe rast, bemerkt jemand, dass er die Scheibe „schön mittig getroffen habe“; Kampmann „optimiert“ Fahrzeuge, und Grabowski sagt, wenn er zufrieden ist: „So will ich dich hören“. Jürgen Matthies plant, die Leiche der Prostituierten im Forellenzuchtbecken zu entsorgen; der Tresor in Bang Boom Bang wird von der Polizei auch in einem Forellenzuchtbecken aufgefunden. Die Zahlenkombination von Harald Grabowskis Koffer lautet 666, dies entspricht den Zahlen auf dem Kennzeichen von Karl-Heinz Grabowskis Mercedes-Benz SEC.
- In der Szene, in der der Hubschrauber mit Douglas Burnett auf dem Golfplatz landet, sieht man in der Sequenz, die das begeisterte Publikum zeigt, Henning Wehland, den Sänger der H-Blockx, die den Soundtrack zu Bang Boom Bang schrieben, stehen.
- Diesmal war nicht Rainer Kühn für die Filmmusik verantwortlich, sondern Kraans de Lutin.
- Willi Thomczyk und Hilmi Sözer, die zusammen mit Ralf Richter bisher in allen bekannten Peter-Thorwarth-Filmen dabei waren, fehlen in Goldene Zeiten.
- Zwischen der fiktiven Biografie des Charakters Mischa Hahn und der realen von Gedeon Burkhard gibt es ein paar Gemeinsamkeiten: Beide kommen aus München, haben durch Fernsehproduktionen in Österreich Bekanntheit erlangt und versuchen beide ins große Filmgeschäft einzusteigen.
- Im Film taucht der aus Lammbock bekannte Lucas Gregorowicz alias Stefan auf. Dieser Charakter ist sehr eng an den Charakter des „Stefan“ aus Lammbock angelehnt: Stefan ist Jurist („Stefan“ in Lammbock ist Jurastudent) und in seiner Wohnung hängen die gleichen Karibikposter wie im Film Lammbock. Alexandra Neldel und Wotan-Wilke Möhring spielen ebenfalls in Lammbock mit.
- Der Koffer von Harry hat mit 666 die gleiche Kombination wie der Koffer in Pulp Fiction. Laut Harry enthält er sein Leben, eine ähnliche Gewichtung wie in Pulp Fiction.
- Kurz vor Ende des Films hört man aus dem Off die Fernsehnachrichten. Dabei wird kurz auf das Ende von Thorwarths erstem Film Bang Boom Bang angespielt.
- Als Referenz zu Bang Boom Bang sollte Goldene Zeiten zunächst den Titel Eingelocht tragen. Jochen Nickel dreht in Bang Boom Bang einen Pornofilm dieses Namens. Bevor der Film den Titel Goldene Zeiten bekam, trug er noch den Arbeitstitel Strike!, in Anlehnung an die von Douglas Burnett (Dirk Benedict) verkörperte Figur John Striker.[2]
- In zwei Szenen sieht man eine Playboy-Ausgabe, auf deren Titel man Melanie sieht. Dabei handelt es sich tatsächlich um die Ausgabe vom Juli 1997, in der es eine Fotostrecke von Alexandra Neldel gab.